# Weltgift

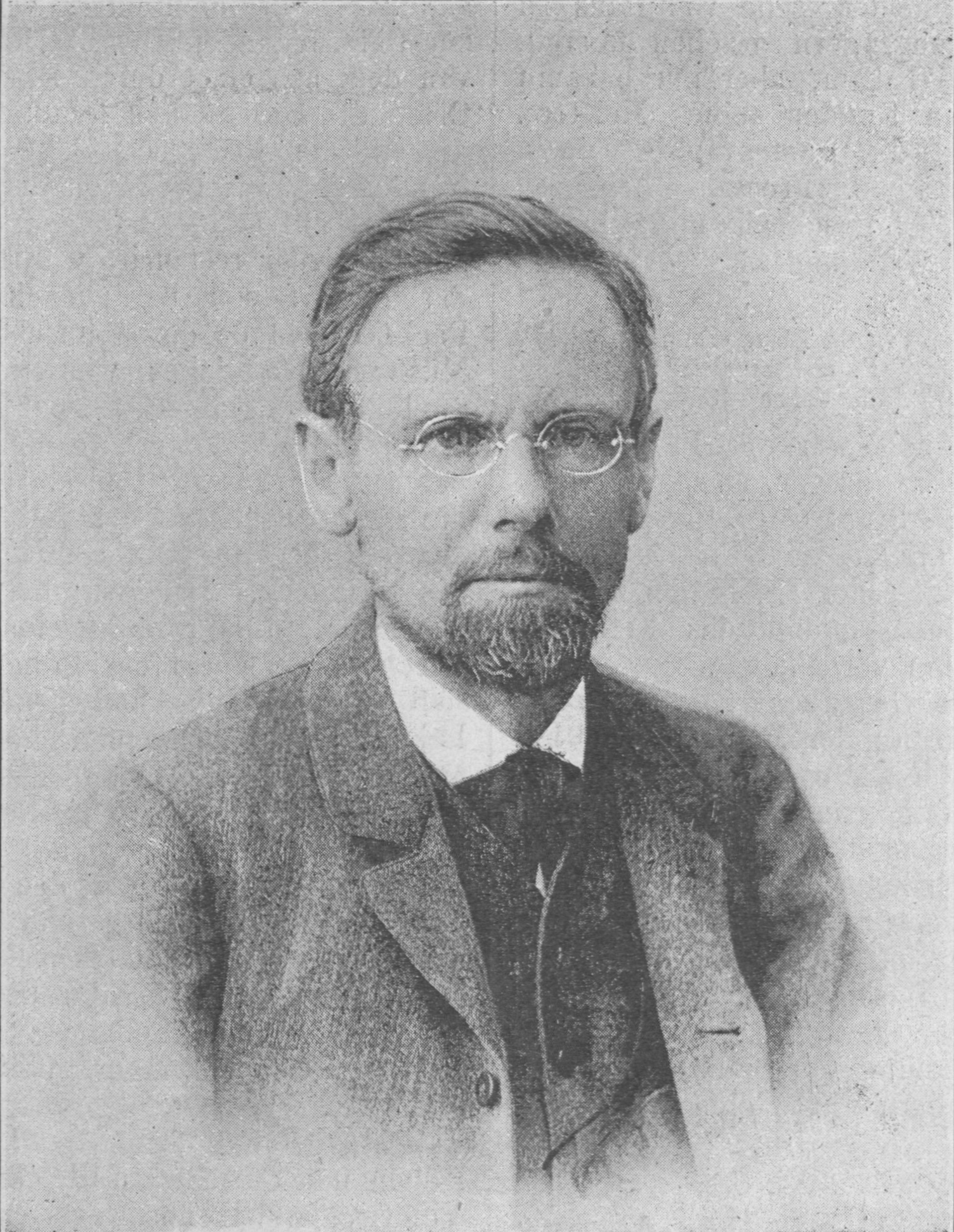
Peter Rosegger (1893)

Weltgift ist ein Roman des österreichischen Schriftstellers Peter Rosegger, der 1901 in der Woche in Berlin erschien. In Buchform kam der Text 1903 im Verlag von L. Staackmann in Leipzig heraus.

## Überblick
Der Kaufmann Hadrian Hausler, wohnhaft in der anonymen Hauptstadt, stirbt in seinem fünften Lebensjahrzehnt in der Irrenanstalt. Auf der Spurensuche nach der Krankheitsursache greift der Erzähler zunächst auf hinterlassene Tagebucheintragungen des früh Verstorbenen zurück und kann letztendlich nur mutmaßen: Die Todesursache muss das Weltgift sein. Von ihm war Hadrian verdorben worden. Genauer, er wurde von der Treulosigkeit der Mitmenschen vergiftet. Das beginnt mit seinem Vater Guido Hausler. Der bejahrte Großindustrielle hatte ihm die Freundin Helene Durassel ausgespannt. Als Hadrian dagegen aufbegehrt, enterbt ihn der Vater, zahlt ihm aber sein Pflichtteil aus. Mit dem Gelde baut sich Hadrian auf dem Lande in Finkenstein als Agrarier eine neue Existenz auf. Natürlich versteht er nichts vom neuen Fach und muss einen Verwalter beschäftigen. Der Gutsverwalter Lebrecht Frang veruntreut peu à peu Hadrians restliche Vermögenswerte.
Der Einzige, der über den Roman hinweg zu Hadrian hält, ist sein Kutscher Sabin Kirchner. Der junge Sabin, ein Findelkind, wurde von der Hökerin Frau Kirchner aufgezogen, war in Hauslers Fabrik Hilfsarbeiter gewesen und wird von Hadrian an Kindes statt angenommen. Sabin kauft oberhalb der Bergsiedlung Sesam den Hochkaser, ein kleines Berghaus mit Landwirtschaft und kümmert sich bis zuletzt um den erkrankten Hadrian.

## Inhalt
Hadrian, der Enterbte, ist noch keine vierzig Jahre alt, als der Vater dem Kompagnon den Laufpass aus der Fletz gibt. Die Fletz ist die Stahl- und Eisenfabrik des Vaters. Hadrian flüchtet aufs Land und wird Musterbauer auf Schloss Finkenstein. Während der Kutschfahrt dorthin übernachtet er zunächst in Schuttenthal. In dieser verrußten „Industriehöhle“ kämpfen die Arbeiter der Kohlen-, Erz- und Graphitwerke um kürzere Arbeitszeit und höhere Löhne. Also nimmt Hadrian am nächsten Morgen wiederum Reißaus. Über das „Dorf Gug, politischer Bezirk Breitengrub“ nähert er sich dem Schloss. Während eines weiteren Halts machen Hadrian und sein Kutscher Sabin in einem Gasthaus die Bekanntschaft des Almbauern Lindwurm aus dem nahen Hochgebirgsdorf Sesam. Lindwurm ist mit seinen drei Söhnen Anton (Toni gerufen), Berthold (Bertl gerufen) und Michel in die Gegenrichtung unterwegs. In der großen Stadt – aus der Hadrian entflohen ist – sollen die Bauernsöhne studieren. Sabin freundet sich mit Michel an.
Wie gesagt – Hadrian kauft Schloss Finkenstein und die zugehörige Landwirtschaft. Es erweist sich – für körperliche Arbeit ist der Büromensch Hadrian überhaupt nicht geschaffen. Nach diesbezüglichen kurzen Versuchen erschlafft er, lässt ab und fühlt sich krank. Sein Vater reist mit der ungetreuen Helene Durassel auf Finkenstein an. Das ungleiche Paar will nach dem Bankrott des Seniors unterschlüpfen. Der Schlossherr kann den verhassten Besuch abweisen. In zweierlei Hinsicht hat Hadrian auf Finkenstein kein Glück. Außer dem untreuen Verwalter Lebrecht Frang (in Wirklichkeit Johann Krenn aus Trübau an der Lehm) kommen noch widrige Witterungsumstände ins Spiel. Nach wochenlanger sommerlicher Trockenheit spült ein heftiger Gewitterguss das in einem Vorgebirgstale gelegene Anwesen den übermäßig angeschwollenen Bach hinab. In der Not findet Sabin den Ausweg. Er geht mit seinem Herrn und nunmehrigen Adoptivvater Hadrian hinauf zu seinem Freunde Michel Lindwurm ins gebirgige Sesam. Michel ist nämlich längst der universitären Bildung entwischt und macht daheim auf dem Hof nebenbei die Arbeit seiner Brüder Anton und Berthold mit. Letztere schließen ihre Ausbildung als Arzt beziehungsweise Philosoph ab, kehren aber als passionierte Nichtstuer mangels Anstellung an Mutters Herd auf den Lindwurmhof heim. Alle drei Lindwurm-Söhne erweisen sich letztendlich als tüchtige Kerle. Michel ist sowieso arbeitsam. Mit seiner rastlosen Arbeit hält er den Lindwurmhof am Leben. Der Dr. phil. Berthold Lindwurm ergattert eine Dozentenstelle an einer Handelsschule in einer Provinzstadt und habilitiert sich zum Professor. Dr. med. Anton Lindwurm praktiziert im benachbarten Oberbusch als Arzt. Die Heilung des an „Herzschwamm“ (Rosegger scherzt: ein schwammiges Herz bekommt der notorische Nichtstuer) erkrankten Hadrian mit einer Bewegungstherapie an der frischen Hochgebirgsluft schlägt allerdings fehl. Denn Hadrian will die „Hablosigkeit“; will überhaupt nichts mehr. Wie gesagt – der Kranke endet in der Irrenanstalt. Adoptivsohn Sabin – auf Brautschau nach Michels Schwester Lisele Lindwurm – eilt in jene Anstalt und nimmt an der palliativen Pflege teil.
Eines der Merkmale Roseggerscher Romane – die aussagekräftige Nebengeschichte – ist auch im Weltgift präsent. Dazu nur zwei Beispiele aus der Rubrik Gesellschaftskritik. Erstens, bevor Hausler senior den Junior enterbt, haben beide Kompagnons schwere Kriegszeit unternehmerisch zu überstehen. Es glückt mit viel Mühe. Die zwei Hauslers müssen die vom Senior vorsorglich bereitgelegten beiden geladenen Revolver für den Bankrottfall nicht benutzen. Zweitens, Helene Durassel verfolgt Hadrian bis an den Fuß des Hochgebirges. Als er sie abweist, geht sie nicht, sondern betreibt im Nachbardorf so etwas wie eine Schule für noch unverheiratete Bauerntöchter. Diese lernen bei der Dame aus der Großstadt das Sticken und Häkeln für Fortgeschrittene. Nebenbei wird den Jungfern gutes Benehmen beigebracht. Die Bauerntöchter geben nach solcher Schulung zumeist ihre trotzige Verstockheit auf und reden auf einmal mit ihrem jeweilig stürmisch drängenden bäurischen Liebhaber ein Wort oder auch zwei.
Schließlich seien noch zwei ineinander verschränkte handlungstragende Konflikte, die Protagonisten Hadrian, Sabin und Verwalter Frang betreffend, angesprochen. Sabin bemerkt einerseits die tiefe Vaterliebe wohl, denn er antwortet darauf mit permanenter Fürsorge für den Kranken bis zum bitteren Ende. Andererseits wehrt sich Sabin gegen die Erziehungsversuche des „Vaters“. Sabins Verhältnis zu seinem Dienstherrn und Adoptivvater ist bei aller Liebe beständig getrübt. Hadrian hat den „Sohn“ Sabin zu seinem Universalerben gemacht. Dank erntet er dafür herzlich wenig. Im Gegenteil – die Hassliebe kann der „Sohn“ dem „Vater“ gegenüber bei mancher Gelegenheit nicht unterdrücken. Dafür ein Beispiel: Sabin ist ein Pferdefreund und behandelt den Verwalter Lebrecht Frang instinktiv als Feind. Als der falsche Verwalter Sabins Pferde verkauft und Hadrian das für Sabin Unfassliche geschehen lässt, flüchtet der Pferdefreund aus Finkenstein zu seinem Freund Michel Lindwurm nach Sesam, kehrt aber später zum „Vater“ zurück.

## Rezeption
- Theodor Ebner, ein ehemaliger Verehrer des Autors, gibt sich in seinem „sehr herben Tadel“ ernüchtert, enttarnt die „sich zur abstoßenden Manirirtheit entwickelnde Sprache Rosegger’s“ als „Maskerade“. Hadrians und Sabins Geschicke würden „in ermüdender Breite und in den merkwürdigsten Arabesken dahererzählt“. Der Plot sei „eine Kette von Unwahrscheinlichkeiten, wie sie krasser und auffälliger kaum gedacht werden können“. Ebner sucht „vergeblich nach einem natürlichen Wort, nach redlichem und ungekünsteltem Leben“. Unter allen Umständen sei wieder ein neues Buch zusammengezwungen worden. „Und das mit den denkbar rohesten Mitteln, mit einer nicht einmal geschickt gehandhabten Handwerkstechnik“.[1]

- Gerald Schöpfer[2] schreibt gegen den Eindruck an, Rosegger könnte mit seiner „›grünen‹ Lebenseinstellung“ im Roman ein „genereller Fortschrittsverächter“ gewesen sein.
- Gerhard Pail[3] meint, Rosegger mache im Roman bei der Schilderung von Arbeiterunruhen zu Anfang des 20. Jahrhunderts kein Hehl aus seiner Abneigung gegen die Sozialdemokratie (siehe zum Beispiel oben im Artikel: Aufruhr in Schuttenthal).

### Ausgaben
- Weltgift. L. Staackmann, Leipzig 1903 (archive.org).
- Weltgift. Roman von Peter Rosegger. L. Staackmann. Leipzig 1915
- Weltgift. Salzwasser Verlag, Paderborn 2015, ISBN 978-3-8460-8168-6.
- Weltgift. Nachwort: Gerald Schöpfer. Septime Verlag, Wien 2016, ISBN 978-3-902711-59-5.
- Hans Ludwig Rosegger (Hrsg.): Weltgift. Nachdruck der Gedenkausgabe 1929. TP Verone Publishing House, Nikosia 2017.

### Sekundärliteratur
- Gerald Schöpfer: Peter Rosegger. Ein glaubwürdiger Zeuge wirtschafts- und sozialgeschichtlicher Veränderungen? In: Uwe Baur, Gerald Schöpfer, Gerhard Pail (Hrsg.): „Fremd gemacht?“ Der Volksschriftsteller Peter Rosegger. Böhlau, Wien 1988, ISBN 3-205-05091-6, S. 25–42.
- Gerhard Pail: Peter Rosegger – Ein trivialer Ideologe? In: Uwe Baur, Gerald Schöpfer, Gerhard Pail (Hrsg.): „Fremd gemacht?“ Der Volksschriftsteller Peter Rosegger. Böhlau, Wien 1988, ISBN 3-205-05091-6, S. 61–87.